# Yankee Stadium
Yankee Stadium este un stadion multi-funcțional din Bronxul de sud, în New York City. Acesta este stadionul de casă al echipei de baseball - New York Yankees din Major League Baseball și al clublui de fotbal New York City FC din Major League Soccer. Stadionul a fost deschis la începutul sezonului regulat de Major League Baseball din 2009, înlocuind stadionul anterior originalul Yankee Stadium, care fu deschis în 1923 și închis în 2008.
Primul meci pe noul Yankee Stadium a fost un amical pre-sezon contra celor de la Chicago Cubs, jucat pe 3 aprilie 2009, pe care Yankees l-a câștigat cu 7–4.

## Meciuri de fotbal (non NYCFC)
| Data          | Câștigător      | Rezultat | Pierdant          | Turneu                     | Spectatori |
| ------------- | --------------- | -------- | ----------------- | -------------------------- | ---------- |
| 22 iulie 2012 | PSG             | 1–1      | Chelsea           | „World Football Challenge” | 38,202     |
| 8 august 2012 | Real Madrid     | 5–1      | A.C. Milan        | Meci amical                | 49,474     |
| 25 mai 2013   | Manchester City | 5–3      | Chelsea           | Meci amical                | 39,462     |
| 11 iunie 2013 | Spania          | 2–0      | Republica Irlanda | Meci amical                | 39,368     |

## Concerte
| Data               | Artiști principali + în deschidere       | Turneu                             | Tichete vândute | Note |
| ------------------ | ---------------------------------------- | ---------------------------------- | --- | --- |
| 13 septembrie 2010 | Jay-Z and Eminem + B.o.B and J. Cole     | The Home & Home Tour               | | Special guests with Eminem: D12, B.o.B, 50 Cent, Lloyd Banks and Dr. Dre. Special guests with Jay-Z: Kanye West, Nicki Minaj, Swizz Beatz, Eminem, Chris Martin of Coldplay, Drake, Beyoncé and Bridget Kelly. |
| 14 septembrie 2010 | Jay-Z and Eminem + B.o.B and J. Cole     | The Home & Home Tour               | Special guests with Eminem: D12, B.o.B, 50 Cent, G-Unit and Dr. Dre. Special guests with Jay-Z: Kanye West, Nicki Minaj, Swizz Beatz, Eminem, Mary J. Blige, Drake, Beyoncé. | |
| 15 iulie 2011      | Paul McCartney                           | On the Run Tour                    | | |
| 16 iulie 2011      | Paul McCartney                           | On the Run Tour                    | Special guest: Billy Joel. | |
| 14 septembrie 2011 | Metallica, Slayer, Megadeth și Anthrax   | —                                  | 41,762 | Concert by the "Big Four" of thrash metal. |
| 6 iulie 2012       | Roger Waters                             | The Wall Live                      | 62,188 (total) | |
| 7 iulie 2012       | Roger Waters                             | The Wall Live                      | 62,188 (total) | |
| 6 septembrie 2012  | Madonna + Avicii                         | The MDNA Tour                      | 79,775 (total) | Sold-out in 20 minutes. |
| 8 septembrie 2012  | Madonna + Avicii                         | The MDNA Tour                      | 79,775 (total) | |
| 19 iulie 2013      | Justin Timberlake and Jay-Z + DJ Cassidy | Legends of the Summer Stadium Tour | 89,023 (total) | Surprise guest: Alicia Keys. |
| 20 iulie 2013      | Justin Timberlake and Jay-Z + DJ Cassidy | Legends of the Summer Stadium Tour | 89,023 (total) | Surprise guest: Timbaland. |